# Manuel Candamo

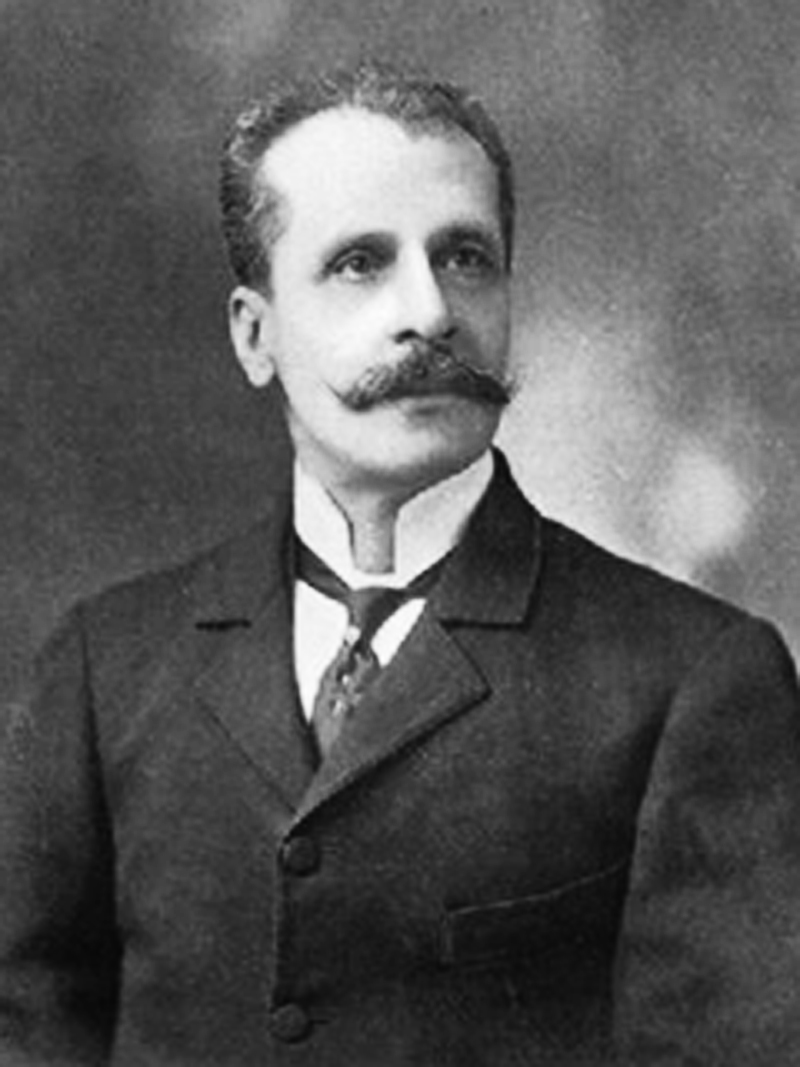
Manuel Candamo

Manuel González de Candamo e Iriarte (ur. 14 grudnia 1841 w Limie, zm. 7 maja 1904) – peruwiański polityk, przywódca partii cywilistów, minister spraw zagranicznych i burmistrz Limy, dwukrotny szef państwa Peru: po raz pierwszy jako tymczasowy szef junty rządzącej po obaleniu Andresa Caceresa (od 20 marca do 8 września 1895) i po raz drugi jako wybrany bezpośrednio prezydent konstytucyjny (od 8 września 1903 do 7 maja 1904).